# Helena Vladimirovna da Rússia
Helena Vladimirovna da Rússia (Tsarskoye Selo, 17 de janeiro de 1882 – Atenas, 13 de março de 1957) foi uma grã-duquesa russa, filha do grão-duque Vladimir Alexandrovich da Rússia e da sua esposa, a grã-duquesa Maria Pavlovna da Rússia. Era casada com o príncipe Nicolau da Grécia e Dinamarca.

## Primeiros anos
Helena e os seus três irmãos, Cyril, Boris e André, tinham uma ama inglesa e tinham o inglês como língua principal. Quando era mais nova, Helena tinha mau feitio e por vezes perdia o controlo. Quando posou para um artista aos quatro anos de idade, agarrou numa faca de papel e ameaçou a sua ama, que se escondeu atrás do artista. "A pequena donzela voltou depois a sua atenção para mim, os seus olhos pretos estavam a arder em fúria", recordou o artista. Helena, educada por uma mãe muito consciente do seu estatuto social, era considerada esnobe por algumas pessoas. "Coitadinha, tenho pena dela", escreveu a rival social da sua mãe, a imperatriz Maria Feodorovna, "porque ela é muito querida, mas vaga e com ideias de superioridade".

## Casamento

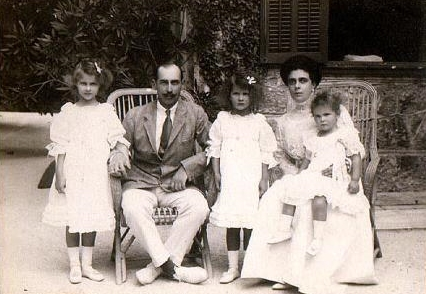
Helena com o marido Nicolau e as filhas Olga, Isabel e Marina

Inicialmente, Helena ficou noiva do príncipe Max von Baden. Maximiliano era neto da grã-duquesa Maria Nikolaevna da Rússia. Era atraente e rico e tinha várias mães atrás dele para que casasse com as suas filhas. Quando o noivado foi formalizado, foram feitos anúncios e até se chegaram a tirar fotografias do casal, mas depois, subitamente, o príncipe mudou de ideias e rompeu o noivado. A mãe de Helena ficou furiosa e a sociedade especulou sobre a dificuldade que Helena tinha para encontrar um marido. A certa altura, em 1899, dizia-se que Helena estava prestes a casar com o arquiduque Francisco Fernando da Áustria-Hungria. Em 1900, correram rumores que Helena estaria noiva do rei da Bulgária, que tinha ficado viúvo. Nesse mesmo ano, o príncipe Nicolau da Grécia pediu-a em casamento pela primeira vez, mas a mãe de Helena estava reticente em deixar a filha casar-se com um filho mais novo de um rei que não tinha uma fortuna real ou perspectivas de chegar ao trono. Nesta altura, tinha ainda esperanças de casar a filha com o príncipe Alberto, futuro rei da Bélgica, mas acabaria por concordar com o casamento em 1902 quando Alberto ficou noivo de uma princesa da Baviera se tornou claro que não havia mais propostas no horizonte.
Maria Feodorovna, que era tia de Nicolau escreveu sobre o casamento sobre o qual tinha algumas reticências: "A educação e a maneira como olham para as coisas são tão diferentes e divergentes. Ambos os lados vão precisar de muita paciência. (...) É verdade que ela [Helena] tem um tom muito brusco e arrogante que pode chocar as pessoas". Mas a mãe de Nicolau, a rainha Olga, que estava afastada da rivalidade entre a mãe de Helena e a imperatriz, tinha mais esperança do que elas na união e acabou por ser a que estava mais certa. A grandeza que a grã-duquesa Maria Pavlovna tinha passado para a sua filha iria causar sempre problemas na família, mas entre Helena e Nicolau nunca houve problemas e o casal foi muito feliz.

## Vida no exílio

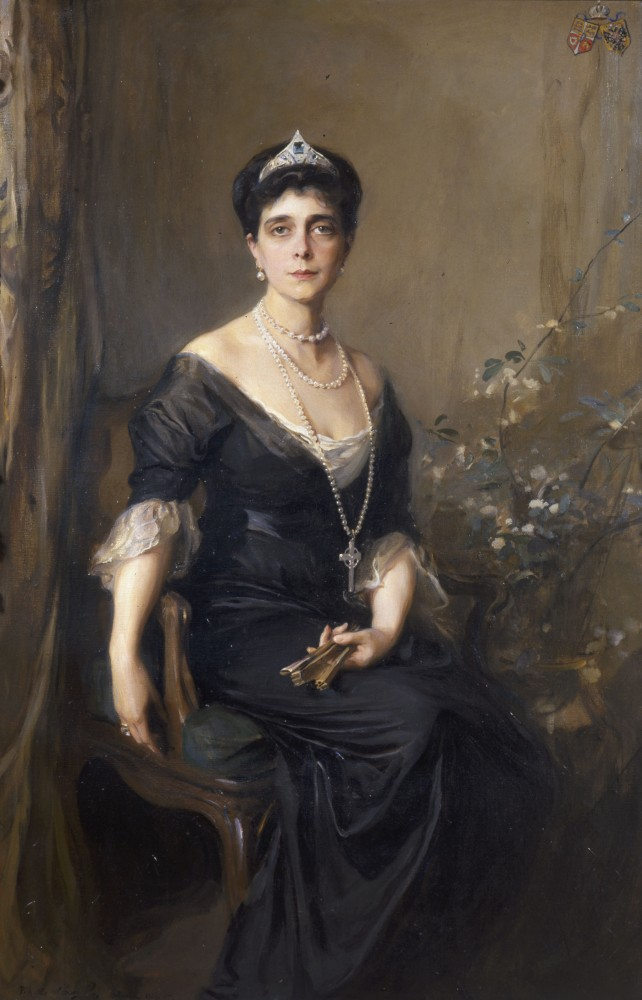
Helena Vladimirovna em 1914, por Philip de László

A família mais tarde afectada pelo turbilhão da Revolução Russa de 1917 e pelo turbilhão na Grécia, que se tornou numa República e provocou no exílio da família em França por algum tempo.
Enquanto vivia na França, a grã-duquesa Helena envolveu-se muito em trabalhos caritativos para exilados russos, particularmente crianças. Com pouco dinheiro devido ao seu exílio e à perda dos seus rendimentos russos, o príncipe Nicolau e a sua família viviam em circunstâncias reduzidas, mas elegantes.
A fabulosa colecção de joias de Helena, tal como as obras de arte do príncipe Nicolau eram as suas fontes de rendimento.
Devido às suas circunstâncias financeiras complicadas, foi um grande feito terem casado as suas filhas tão bem. A princesa Olga casou-se com o príncipe Paulo da Iugoslávia, a princesa Isabel casou-se com o conde Karl Theodor de Toerring-Jettenbach, um aristocrata da Baviera, e a princesa Marina casou com o príncipe Jorge, Duque de Kent em 1935.
A grã-duquesa Helena ficou viúva no início de 1938 quando o príncipe Nicolau sofreu um ataque cardíaco e morreu subitamente. Ficou na Grécia durante a Segunda Guerra Mundial tendo morrido lá em 1957.

## Genealogia
| Helena Vladimirovna | Pai: Vladimir Alexandrovich da Rússia | Avô paterno: Alexandre II da Rússia                          | Bisavô paterno: Nicolau I da Rússia                        |
| Helena Vladimirovna | Pai: Vladimir Alexandrovich da Rússia | Avô paterno: Alexandre II da Rússia                          | Bisavó paterna: Alexandra Feodorovna (Carlota da Prússia)  |
| Helena Vladimirovna | Pai: Vladimir Alexandrovich da Rússia | Avó paterna: Maria Alexandrovna (Maria de Hesse e Reno)      | Bisavô paterno: Luís II, Grão-duque de Hesse               |
| Helena Vladimirovna | Pai: Vladimir Alexandrovich da Rússia | Avó paterna: Maria Alexandrovna (Maria de Hesse e Reno)      | Bisavó paterna: Guilhermina de Baden                       |
| Helena Vladimirovna | Mãe: Maria Pavlovna da Rússia         | Avô materno: Frederico Francisco II de Mecklemburgo-Schwerin | Bisavô materno: Paulo Frederico I de Mecklemburgo-Schwerin |
| Helena Vladimirovna | Mãe: Maria Pavlovna da Rússia         | Avô materno: Frederico Francisco II de Mecklemburgo-Schwerin | Bisavó materna: Alexandrina da Prússia                     |
| Helena Vladimirovna | Mãe: Maria Pavlovna da Rússia         | Avó materna: Augusta de Reuss-Köstritz                       | Bisavô materno: Henrique LXIII de Reuss-Köstritz           |
| Helena Vladimirovna | Mãe: Maria Pavlovna da Rússia         | Avó materna: Augusta de Reuss-Köstritz                       | Bisavó materna: Leonor de Stolberg-Wernigerode             |